# Felix Neureuther
Felix Neureuther (ur. 26 marca 1984 w Garmisch-Partenkirchen) – niemiecki narciarz alpejski, wielokrotny medalista mistrzostw świata.

## Kariera
Po raz pierwszy na arenie międzynarodowej Felix Neureuther pojawił się 10 lutego 2000 roku w Abtenau, gdzie w zawodach juniorskich zajął 46. miejsce w slalomie. W 2001 roku wystartował na mistrzostwach świata juniorów w Verbier, gdzie zajął dziewiąte miejsce w slalomie. Jeszcze trzykrotnie startował na imprezach tego cyklu, jednak jego najlepszym wynikiem było czternaste miejsce w gigancie na rozgrywanych w 2004 roku mistrzostwach świata juniorów w Maroborze.
W zawodach Pucharu Świata zadebiutował 4 stycznia 2003 roku w Kranjskiej Gorze, gdzie nie ukończył pierwszego przejazdu w gigancie. Pierwsze pucharowe punkty wywalczył 15 grudnia 2003 roku w Madonna di Campiglio, zajmując ósme miejsce w slalomie. Blisko trzy lata później, 3 grudnia 2006 roku w Beaver Creek, pierwszy raz stanął na podium zawodów tego cyklu, zajmując trzecie miejsce w slalomie. W zawodach tych wyprzedzili go tylko Szwed André Myhrer oraz Michael Janyk z Kanady. W kolejnych latach wielokrotnie stawał na podium zawodów pucharowych, w tym odnosząc dziesięć zwycięstw. Pierwszy trium w zawodach PŚ odniósł 24 stycznia 2010 roku w Kitzbühel, gdzie okazał się najlepszy w slalomie. Najlepsze wyniki osiągał w sezonie 2012/2013, kiedy zajął czwarte miejsce w klasyfikacji generalnej, a w klasyfikacji slalomu był drugi za Austriakiem Marcelem Hirscherem. Drugie miejsce w klasyfikacji slalomu zajął także w sezonie 2013/2014, ponownie ulegając tylko Hirscherowi.
W 2003 roku wystartował na mistrzostwach świata w Sankt Moritz, zajmując 35. miejsce w gigancie i 15. w slalomie. Pierwszy sukces osiągnął podczas rozgrywanych dwa lata później mistrzostw świata w Bormio, gdzie wspólnie z Hilde Gerg, Florianem Eckertem, Martiną Ertl, Andreasem Ertlem, i Moniką Bergmann zdobył złoty medal w zawodach drużynowych. Indywidualnie pierwszy medal zdobył na mistrzostwach świata w Schladmin w 2013 roku, gdzie był drugi w slalomie. Rozdzielił tam na podium dwóch Austriaków: Marcela Hirschera oraz Mario Matta. Na tych samych mistrzostwach razem z Leną Dürr, Marią Höfl-Riesch, Veronique Hronek, Stefanem Luitzem i Fritzem Dopferem zdobył brązowy medal w rywalizacji drużynowej. Kolejny medal wywalczył podczas mistrzostw świata w Vail/Beaver Creek, zajmując trzecie miejsce w slalomie. Lepsi okazali się tam jedynie Francuz Jean-Baptiste Grange oraz Fritz Dopfer. Dwa dni wcześniej zajął czwarte miejsce w gigancie, w którym w walce o podium lepszy okazał się Alexis Pinturault z Francji. W 2006 roku wystąpił na igrzyskach olimpijskich w Turynie, jednak nie ukończył ani slalomu, ani giganta. Na rozgrywanych cztery lata później igrzyskach w Vancouver był ósmy w gigancie, a slalomu ponownie nie ukończył. Takie same wyniki uzyskał również podczas igrzysk olimpijskich w Soczi w 2014 roku. W 2017 roku, na mistrzostwach świata w Sankt Moritz wywalczył kolejny brązowy medal w slalomie. Tym razem uplasował się za Hirscherem i jego rodakiem, Manuelem Fellerem.
Udanie rozpoczął także kolejny, olimpijski sezon, wygrywając w inauguracyjnych zawodach pucharowych w Levi, ale poważna kontuzja kolana wykluczyła go z rywalizacji na igrzyskach. Na mistrzostwach świata w Are w 2019 startował bez powodzenia, wystąpił jedynie w slalomie, nie kończąc rywalizacji: został zdyskwalifikowany w drugim przejeździe (po pierwszym przejeździe zajmował 11. miejsce). W marcu 2019, na koniec sezonu zimowego 2018/2019, zakończył karierę sportową. W swoim ostatnim pucharowym starcie, w finałowych zawodach Pucharu Świata w Soldeu 17 marca 2019, zajął w slalomie 7. miejsce.
Jego rodzice: Rosi Mittermaier i Christian Neureuther również uprawiali narciarstwo alpejskie.

## Osiągnięcia

### Igrzyska olimpijskie
| Miejsce | Dzień     | Rok  | Miejscowość | Konkurencja | Czas biegu | Strata | Zwycięzca        |
| ------- | --------- | ---- | ----------- | ----------- | ---------- | ------ | ---------------- |
| DNF1    | 20 lutego | 2006 | Turyn       | Gigant      | 2:35,00    | —      | Benjamin Raich   |
| DNF2    | 25 lutego | 2006 | Turyn       | Slalom      | 1:43,14    | —      | Benjamin Raich   |
| 8.      | 23 lutego | 2010 | Vancouver   | Gigant      | 2:37,83    | +1,23  | Carlo Janka      |
| DNF1    | 27 lutego | 2010 | Vancouver   | Slalom      | 1:39,32    | —      | Giuliano Razzoli |
| 8.      | 19 lutego | 2014 | Soczi       | Gigant      | 2:45,29    | +1,30  | Ted Ligety       |
| DNF2    | 22 lutego | 2014 | Soczi       | Slalom      | 1:41,84    | —      | Mario Matt       |

### Mistrzostwa świata
| Miejsce | Dzień     | Rok  | Miejscowość       | Konkurencja | Czas zawodów | Strata | Zwycięzca            |
| ------- | --------- | ---- | ----------------- | ----------- | ------------ | ------ | -------------------- |
| 35.     | 12 lutego | 2003 | Sankt Moritz      | Gigant      | 2:45,93      | +9,48  | Bode Miller          |
| 15.     | 16 lutego | 2003 | Sankt Moritz      | Slalom      | 1:40,66      | +2,34  | Ivica Kostelić       |
| DNF1    | 9 lutego  | 2005 | Bormio            | Gigant      | 2:50,41      | -      | Hermann Maier        |
| 19.     | 12 lutego | 2005 | Bormio            | Slalom      | 1:41,34      | +4,08  | Benjamin Raich       |
| 1.      | 13 lutego | 2005 | Bormio            | Drużynowo   | 26 pkt       | -      | -                    |
| DNF1    | 14 lutego | 2007 | Åre               | Gigant      | 2:19,64      | -      | Aksel Lund Svindal   |
| DNF2    | 17 lutego | 2007 | Åre               | Slalom      | 1:57,33      | -      | Mario Matt           |
| 19.     | 13 lutego | 2009 | Val d’Isère       | Gigant      | 2:18,82      | +3,48  | Carlo Janka          |
| 4.      | 9 lutego  | 2009 | Val d’Isère       | Slalom      | 1:44,17      | +2,06  | Manfred Pranger      |
| 34.     | 18 lutego | 2011 | Ga-Pa             | Gigant      | 2:10,56      | +3,37  | Ted Ligety           |
| DNF2    | 20 lutego | 2011 | Ga-Pa             | Slalom      | 1:41,72      | -      | Jean-Baptiste Grange |
| 3.      | 12 lutego | 2013 | Schladming        | Drużynowo   | -            | -      | Austria              |
| 10.     | 15 lutego | 2013 | Schladming        | Gigant      | 2:28,92      | +2,78  | Ted Ligety           |
| 2.      | 17 lutego | 2013 | Schladming        | Slalom      | 1:51,03      | +0,42  | Marcel Hirscher      |
| 4.      | 13 lutego | 2015 | Vail/Beaver Creek | Gigant      | 2:34,16      | +1,10  | Ted Ligety           |
| 3.      | 15 lutego | 2015 | Vail/Beaver Creek | Slalom      | 1:57,47      | +0,55  | Jean-Baptiste Grange |
| 16.     | 17 lutego | 2017 | Sankt Moritz      | Gigant      | 2:13,31      | +1,62  | Marcel Hirscher      |
| 3.      | 19 lutego | 2017 | Sankt Moritz      | Slalom      | 1:34,75      | +0,93  | Marcel Hirscher      |
| DSQ2    | 17 lutego | 2019 | Åre               | Slalom      | 2:05,86      | -      | Marcel Hirscher      |

### Mistrzostwa świata juniorów
| Miejsce | Dzień     | Rok  | Miejscowość  | Konkurencja | Czas biegu | Strata | Zwycięzca                      |
| ------- | --------- | ---- | ------------ | ----------- | ---------- | ------ | ------------------------------ |
| 9.      | 8 lutego  | 2001 | Verbier      | Slalom      | 1:25,72    | +1,36  | Stefan Kogler                  |
| DNF     | 2 marca   | 2002 | Tarvisio     | Slalom      | 1:30,46    | -      | Steven Nyman                   |
| DNF     | 7 marca   | 2003 | Briançonnais | Gigant      | 2:02,72    | -      | Daniel Albrecht Mario Scheiber |
| DNF     | 8 marca   | 2003 | Briançonnais | Slalom      | 1:33,74    | -      | Marc Berthod                   |
| 14.     | 13 lutego | 2004 | Maribor      | Gigant      | 2:17,40    | +2,30  | Jeffrey Harrison               |
| DSQ2    | 14 lutego | 2004 | Maribor      | Slalom      | 1:33,33    | -      | Raphael Fässler                |

### Puchar Świata

#### Miejsca w klasyfikacji generalnej
- sezon 2003/2004: 62.
- sezon 2004/2005: 83.
- sezon 2005/2006: 48.
- sezon 2006/2007: 32.
- sezon 2007/2008: 25.
- sezon 2008/2009: 47.
- sezon 2009/2010: 21.
- sezon 2010/2011: 17.
- sezon 2011/2012: 22.
- sezon 2012/2013: 4.
- sezon 2013/2014: 5.
- sezon 2014/2015: 4.
- sezon 2015/2016: 8.
- sezon 2016/2017: 5.
- sezon 2017/2018: 62.
- sezon 2018/2019: 38.

#### Zwycięstwa w zawodach Pucharu Świata
1. Kitzbühel – 24 stycznia 2010 (slalom)
2. Garmisch-Partenkirchen – 13 marca 2010 (slalom)
3. Monachium – 1 stycznia 2013 (slalom równoległy)
4. Wengen – 20 stycznia 2013 (slalom)
5. Lenzerheide – 17 marca 2013 (slalom)
6. Bormio – 6 stycznia 2014 (slalom)
7. Adelboden – 11 stycznia 2014 (gigant)
8. Kitzbühel – 24 stycznia 2014 (slalom)
9. Kranjska Gora – 9 marca 2014 (slalom)
10. Madonna di Campiglio – 22 grudnia 2014 (slalom)
11. Wengen – 17 stycznia 2015 (slalom)
12. Naeba – 14 lutego 2016 (slalom)
13. Levi – 12 listopada 2017 (slalom)

#### Pozostałe miejsca na podium
1. Beaver Creek – 3 grudnia 2006 (slalom) – 3. miejsce
2. Garmisch-Partenkirchen – 25 lutego 2007 (slalom) – 2. miejsce
3. Alta Badia – 17 grudnia 2007 (slalom) – 2. miejsce
4. Adelboden – 6 stycznia 2008 (slalom) – 3. miejsce
5. Adelboden – 11 stycznia 2009 (slalom) – 3. miejsce
6. Kranjska Gora – 1 marca 2009 (slalom) – 3. miejsce
7. Bansko – 26 lutego 2011 (superkombinacja) – 2. miejsce
8. Lenzerheide – 19 marca 2011 (slalom) – 3. miejsce
9. Alta Badia – 19 grudnia 2011 (slalom) – 3. miejsce
10. Zagrzeb – 5 stycznia 2012 (slalom) – 2. miejsce
11. Moskwa – 21 lutego 2012 (slalom równoległy) – 2. miejsce
12. Schladming – 18 marca 2012 (slalom) – 2. miejsce
13. Val d’Isère – 8 grudnia 2012 (slalom) – 2. miejsce
14. Madonna di Campiglio – 18 grudnia 2012 (slalom) – 2. miejsce
15. Adelboden – 12 stycznia 2013 (gigant) – 3. miejsce
16. Kitzbühel – 27 stycznia 2013 (slalom) – 2. miejsce
17. Wengen – 17 stycznia 2014 (slalom) – 2. miejsce
18. Schladming – 28 stycznia 2014 (slalom) – 3. miejsce
19. Lenzerheide – 15 marca 2014 (gigant) – 3. miejsce
20. Lenzerheide – 16 marca 2014 (slalom) – 2. miejsce
21. Levi – 16 listopada 2014 (slalom) – 3. miejsce
22. Åre – 14 grudnia 2014 (slalom) – 2. miejsce
23. Zagrzeb – 6 stycznia 2015 (slalom) – 2. miejsce
24. Kitzbühel – 25 stycznia 2015 (slalom) – 3. miejsce
25. Schladming – 27 stycznia 2015 (slalom) – 3. miejsce
26. Ga-Pa – 1 marca 2015 (gigant) – 2. miejsce
27. Val d’Isère – 12 grudnia 2015 (gigant) – 2. miejsce
28. Val d’Isère – 13 grudnia 2015 (slalom) – 3. miejsce
29. Sölden – 23 października 2016 (gigant) – 3. miejsce
30. Zagrzeb – 5 stycznia 2017 (slalom) – 2. miejsce
31. Wengen – 15 stycznia 2017 (slalom) – 3. miejsce
32. Kranjska Gora – 5 marca 2017 (slalom) – 3. miejsce
33. Aspen – 18 marca 2017 (gigant) – 2. miejsce
34. Aspen – 19 marca 2017 (slalom) – 2. miejsce

- W sumie (13 zwycięstw, 18 drugich i 16 trzecich miejsc)